# Dodd Nunatak, Antarktis (2)
Dodd Nunatak är en nunatak i Antarktis. Den ligger i Östantarktis. Nya Zeeland gör anspråk på området. Toppen på Dodd Nunatak är 1 757 meter över havet.
Terrängen runt Dodd Nunatak är platt åt sydväst, men åt nordost är den kuperad. Trakten är obefolkad. Det finns inga samhällen i närheten. 